# Zoo am Meer
Zoo am Meer is een dierentuin in de Duitse havenstad Bremerhaven, gesitueerd op de dijk naast de Wezer in de wijk Havenwelten. De dierentuin werd onder de naam Tiergrotten geopend in 1928, maar is tussen 2000 en 2004 grotendeels opnieuw aangelegd. 

## Geschiedenis
De geschiedenis van de Zoo am Meer gaat terug tot 1913, toen in de kelder van de Strandhalle in Bremerhaven een Noordzee-aquarium werd ingericht. Op 28 juni 1928 werd ten noorden van de Strandhalle de dierentuin Tiergrotten geopend als opvolger van dit aquarium. 
De stormvloed uit de Noordzee in de nacht van 16 op 17 februari 1962 bracht grote schade toe aan de dierentuin waardoor vele dieren om het leven kwamen.
Nadat de Tiergrotten in 1976 al grootschalig verbouwd waren, werd de dierentuin in 2000 gesloten om een compleet herontwerp en heraanleg van het park plaats te laten vinden. De compleet vernieuwde dierentuin werd op 27 maart 2004 geopend onder de nieuwe naam Zoo am Meer.

## Opzet en dierencollectie
Sinds de heraanleg van 2000 tot 2004 is de Zoo am Meer volledig vormgegeven als een natuurlijk ogend rotslandschap waarin dierenverblijven zonder zichtbare tralieafsluitingen verwerkt zijn. De dierentuin focust zich hoofdzakelijk op diersoorten uit koude en/of maritieme gebieden. Voorbeelden hiervan zijn de ijsberen, sneeuwhazen, poolvossen, zeehonden, manenrobben, Zuid-Afrikaanse zeeberen, humboldtpinguïns en jan-van-genten. Als uitzonderingen op dit thema huisvest de dierentuin daarnaast ook chimpansees, klauwaapjes en poema's.